# Iris scariosa
Iris scariosa är en irisväxtart som beskrevs av Carl Ludwig von Willdenow och Heinrich Friedrich Link. Iris scariosa ingår i släktet irisar, och familjen irisväxter. Inga underarter finns listade i Catalogue of Life.